# Lee Bo-na
Lee Bo-na (n. 22 iulie 1981, Gwangju, Coreea de Sud) este o trăgătoare de tir ce a reprezentat Coreea de Sud, medaliată olimpică. A participat la 2 ediții ale Jocurilor Olimpice (2004, 2008) în care a câștigat o medalie de bronz.